# 荷花园街道
荷花园街道是中华人民共和国湖南省长沙市芙蓉区下辖的一个街道。

## 行政区划
荷花园街道下辖以下村级行政区划单位：
恒达社区、荷晏社区、杨家山社区、德政园社区、荷花园社区、东方新城社区、东郡社区。